# É
Az É a magyar ábécé tizedik betűje, de mint az E diakritikus változata, használatos többek közt a francia, spanyol, ír írásban is.

## Karakterkódolás
| Karakterkészlet | Kisbetű (é) | Nagybetű (É) |
| --------------- | ----------- | ------------ |
| EBCDIC          | 233         | 201          |
| Bináris EBCDIC  | 11101001    | 11001001     |
| Unicode         | U+0065      | U+0045       |
| HTML/XML        | &eacute;    | &Eacute;     |

## Jelentése

### Zene
- É: zenei hang, a C-dúr hangsor 3. eleme; magassága az egyvonalas oktávban 660 Hz.

### Földrajztudomány
- É: az észak rövidítése.

## Kiejtése különböző nyelveken
magyar, ír – [eː]

szlovák, cseh – [ɛː]

francia, olasz, spanyol, katalán – [e]

afrikaans – [ɛ]

portugál – [ˈɛ]

izlandi – [jɛː]

aráni – [e] (hangsúlyos szótagban)